# Tobintaks

Financiële transactietaks in de EU
Steunen tobintaks
Verzetten zich tegen tobintaks
Onbesliste Euro-landen
Onbesliste landen buiten de eurozone

De tobintaks of financiële transactietaks (FTT) is een kleine belasting op valutatransacties, die in 1971 naar aanleiding van het de facto afschaffen van het systeem van Bretton Woods, door de Amerikaanse econoom en Nobelprijswinnaar James Tobin werd voorgesteld. Door zo'n belasting - gedacht wordt aan bijvoorbeeld 0,1 of 0,25 procent - wordt de valutahandel een stuk minder interessant. In die zin zou de tobintaks het vaak als maatschappelijk onwenselijk ervaren flitskapitaal kunnen afremmen, omdat het hierbij gaat om zeer grote bedragen die vaak omgewisseld worden om met kleine winstmarge een grote winst te behalen. Zelfs een zeer geringe belasting zou deze speculatieve strategie niet meer winstgevend maken en daarmee de economische stabiliteit van valutagebieden kunnen vergroten. Later werd het idee verbreed met de mogelijkheid van een minieme belasting op elke transactie in aandelen, obligaties en derivaten.
Een cruciale vraag is waar de opbrengsten van de taks naartoe gaan. In verschillende uitwerkingen wordt ervan uitgegaan dat een aanzienlijk deel van de opbrengst voor internationale doelen wordt bestemd, en derhalve moet worden beheerd door een bestaande of nieuw op te richten internationale organisatie.

## Voor en tegen

### Voor
Het originele idee van Tobin, dat louter voorzag in het vergroten van de economische stabiliteit, is vooral door andersglobalisten aangegrepen om naast het afremmen van het 'flitskapitaal' ook als financiering voor armoedebestrijding en herverdeling tussen rijke en arme landen te dienen. De tobintaks is hiermee een van de meest praktische voorstellen van de andersglobalisten, die met de taks de macht van multinationals hopen te beperken. De internationale linkse pressiegroep ATTAC heeft het om die reden tot haar speerpunt verheven.
Ook vanuit rechtse hoek is om nationalistische redenen steun te vinden voor de tobintaks: Zo was het een van de hoofddoelen van de BZÖ, de partij van de inmiddels overleden Oostenrijkse politicus Jörg Haider.
Door de kredietcrisis nam de steun voor de taks in bredere kring toe, en was een mogelijke invoering van de taks een serieus onderwerp van gesprek tussen internationale regeringsleiders. In 2011 ontwikkelde de Europese Commissie plannen voor een belasting in de EU van 0,1 procent op de prijs van aandelen en van 0,01 procent op derivaten.

### Tegen
Tegenstanders van de taks zijn onder andere te vinden in de financiële wereld en onder professionele economen. Zo waarschuwt het IMF dat de lasten van de FTT waarschijnlijk op de rug van de bedrijven, burgers en overheden terechtkomen. Enerzijds doordat de banken de FTT zouden doorrekenen in de prijs. Anderzijds doordat de taks zou wegen op transactievolumes en dus op de liquiditeit van de markten. Dat zou dan weer leiden tot hogere kapitaal- en kredietkosten en een lager rendement op spaar- en pensioenproducten. Deze kritiek wordt onder meer gefundeerd op eerdere ervaringen van Zweden, dat de tobintaks invoerde maar kort daarna weer afschafte toen dat land te maken kreeg met een sterk gedaalde mate van effectenhandel en teleurstellende belastingopbrengsten. Uit vrees voor hogere rentetarieven zien ook de landen uit Zuid-Europa, die kampen met hoge overheidstekorten, de tobintaks niet zitten. Met name Italië vraagt een volledige uitzondering voor de staatsobligaties, zowel voor de primaire markt (nieuwe uitgiftes) als de secundaire markt (bestaande obligaties).

## Alternatieven
Om de systeemrisico's en de speculatie van financiële instellingen te beperken bestaan er alternatieven voor de FTT. Zo zou de btw-vrijstelling op bankdiensten kunnen worden opgeheven. Een andere mogelijkheid, waar ook het IMF voorstander van is, is de invoering van een belasting op de financiële activiteiten (taks on financial activities, afgekort FAT). De FAT zou geheven worden op de winsten en verloningen van financiële instellingen waardoor de impact op de grootte van de financiële sector en op het nemen van overdadige risico's groter is.

## België
Op dit ogenblik is België het enige land ter wereld waar de tobintaks in wetgeving is omgezet, hoewel de wetgeving pas in werking treedt als ook andere landen een tobintaks invoeren. Het probleem bij de invoering van dit soort wetgeving is dat ze ineffectief is totdat een voldoende groot aantal landen de belasting invoert, terwijl invoering wel de economie van de vooroplopende landen ernstig kan schaden doordat het de financiële sector in die landen aanmoedigt om naar een ander land zonder tobintaks uit te wijken.
De Belgische tobintaks is daarbij geen zuivere tobintaks. Het wetsvoorstel dat gestemd werd installeert een tobintaks in zijn Spahn-variant. De Spahn-variant is genoemd naar de Duitse hoogleraar Paul-Bernd Spahn. Spahn stelt een tweetrapssysteem voor: een lage belasting die constant wordt toegepast op alle transacties en een hoge belasting om extreme wisselkoerssprongen te voorkomen.
Het Belgische wetsvoorstel stelt dat alle omwisselingen van deviezen van meer dan 10.000 euro in tijden van monetaire rust worden belast met een kleine heffing (0,02%). Wanneer een munt buiten zijn normale positie wordt geduwd, treedt een verhoogd tarief van maximum 80 procent in werking, zodat verdere speculatie op een kordate manier wordt ontmoedigd.
De lage basistaks brengt volgens Spahns schatting jaarlijks op wereldniveau om en bij de 50 miljard dollar op voor een op te richten fonds voor ontwikkelingssamenwerking, terwijl de extreem hoge taks in geval van een panieksituatie de handel van de onder vuur liggende munt nagenoeg stillegt. De hoop van voorstanders is dat de taks toelaat financiële crises die enorme economische en sociale drama's veroorzaken te bestrijden en fondsen oplevert voor de financiering van de ontwikkeling van de landen in het Zuiden. De taks wordt weleens gezien als een stap in de richting van meer mondiale democratie en politieke controle over de financiële markten.
Toch is in België niet iedereen even enthousiast om de tobintaks in te voeren. Doordat de FTT in principe ook van toepassing is op repo's dreigen de staatsbank Belfius en restbank Dexia de grootste slachtoffers te worden. Voor Dexia zijn repo's een heel belangrijke en relatief goedkope financieringsbron. Voor 2013 zou de Tobintaks Dexia 700 miljoen kosten waardoor heel het herstelplan van Belfius, om de kapitaalbuffers te versterken door het reserveren van de winst, op de helling zou komen te staan.